# Paper bag

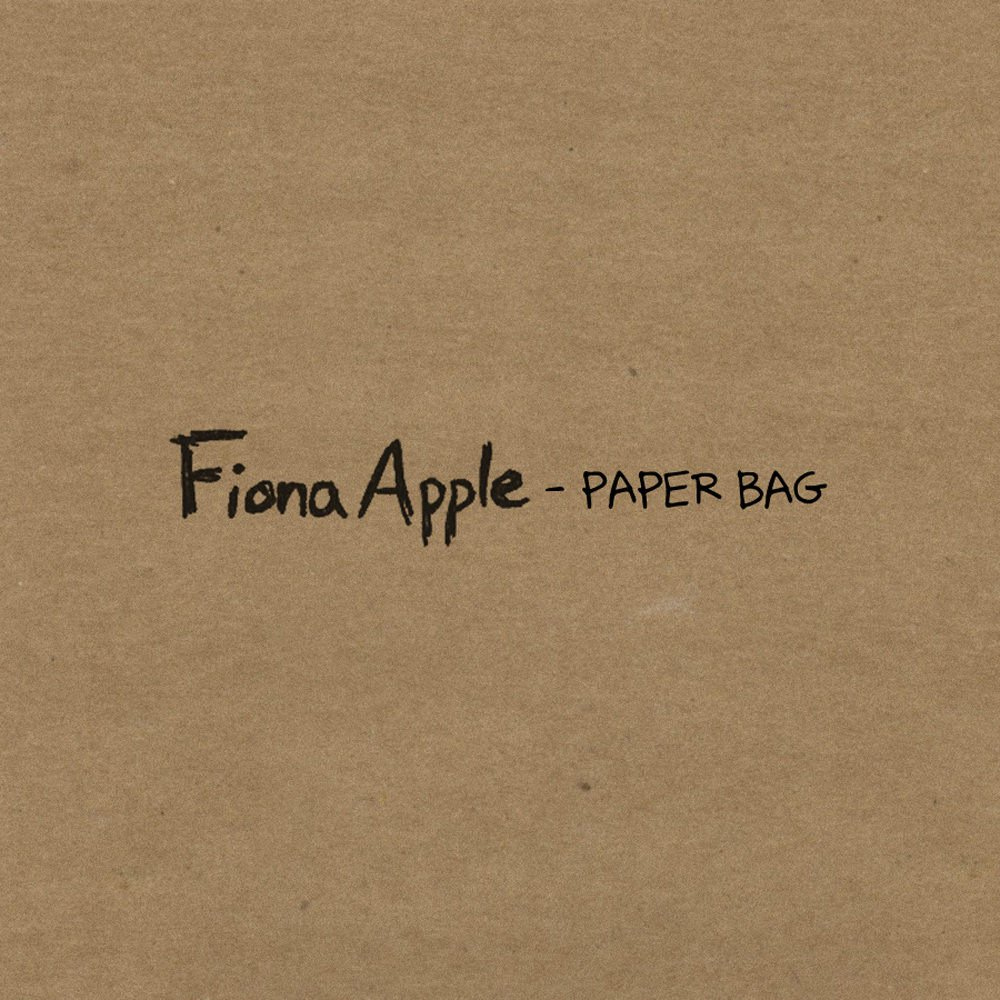
Portada del single "Paper Bag" de Fiona Apple

«Paper Bag» es una canción escrita por Fiona Apple  , incluida en su segundo álbum de estudio When the pawn.... Fue lanzado como el  tercer y último sencillo del álbum en noviembre de 2000 en Estados Unidos, Fue Nominado a los Grammys en la categoría de Mejor Interpretación Vocal Rock Femenina pero perdió contra "There Goes the Neighbourhood", de Sheryl Crow.

## Video musical
El video fue dirigido por Paul Thomas Anderson. 

## Premios y nominaciones
| Año  | Ceremonia     | Categoría                                | Resultado |
| ---- | ------------- | ---------------------------------------- | --------- |
| 2000 | Grammy Awards | Mejor Interpretación Vocal Rock Femenina | Nominada  |

- Datos: Q7132594